# Plagiostachys corrugata
Plagiostachys corrugata är en enhjärtbladig växtart som beskrevs av Adolph Daniel Edward Elmer. Plagiostachys corrugata ingår i släktet Plagiostachys och familjen Zingiberaceae. Inga underarter finns listade i Catalogue of Life.